# Franz Schwede
Franz Schwede znany także jako Franz Schwede-Coburg (ur. 5 marca 1888 w Drawöhnen, obwód Prekule koło Kłajpedy, zm. 19 października 1960 w Coburgu) – niemiecki polityk, nazista, gauleiter Pomorza, Obergruppenführer SA, ostatni nadprezydent prowincji Pomorze. 

## Życiorys
Marynarz Marynarki Cesarskiej, po I wojnie światowej wydalony ze służby w związku z redukcją liczebności sił zbrojnych narzuconą przez traktat wersalski.
Od 1922 członek NSDAP, aktywny działacz w okręgu Coburg.
1930–1933 wybierany na burmistrza miasta Coburg, a w 1933 na nadburmistrza. W 1934 prezydent rejencji Dolna Bawaria. Od 1934 gauleiter i nadprezydent Pomorza. W 1939 roku został honorowym obywatelem Coburga i od tej pory używał przydomka Coburg przy nazwisku.
W maju 1945 dostał się do niewoli alianckiej. W 1947 otrzymał wyrok 9 lat więzienia za piastowanie wysokich stanowisk w hierarchii nazistowskiej oraz 10 lat więzienia za nadużycie stanowiska i używanie przemocy podczas pełnienia funkcji burmistrza Coburga w 1933 roku. W 1956 ze względów zdrowotnych zawieszono wykonanie kary i zwolniono go z więzienia.